# Escritor

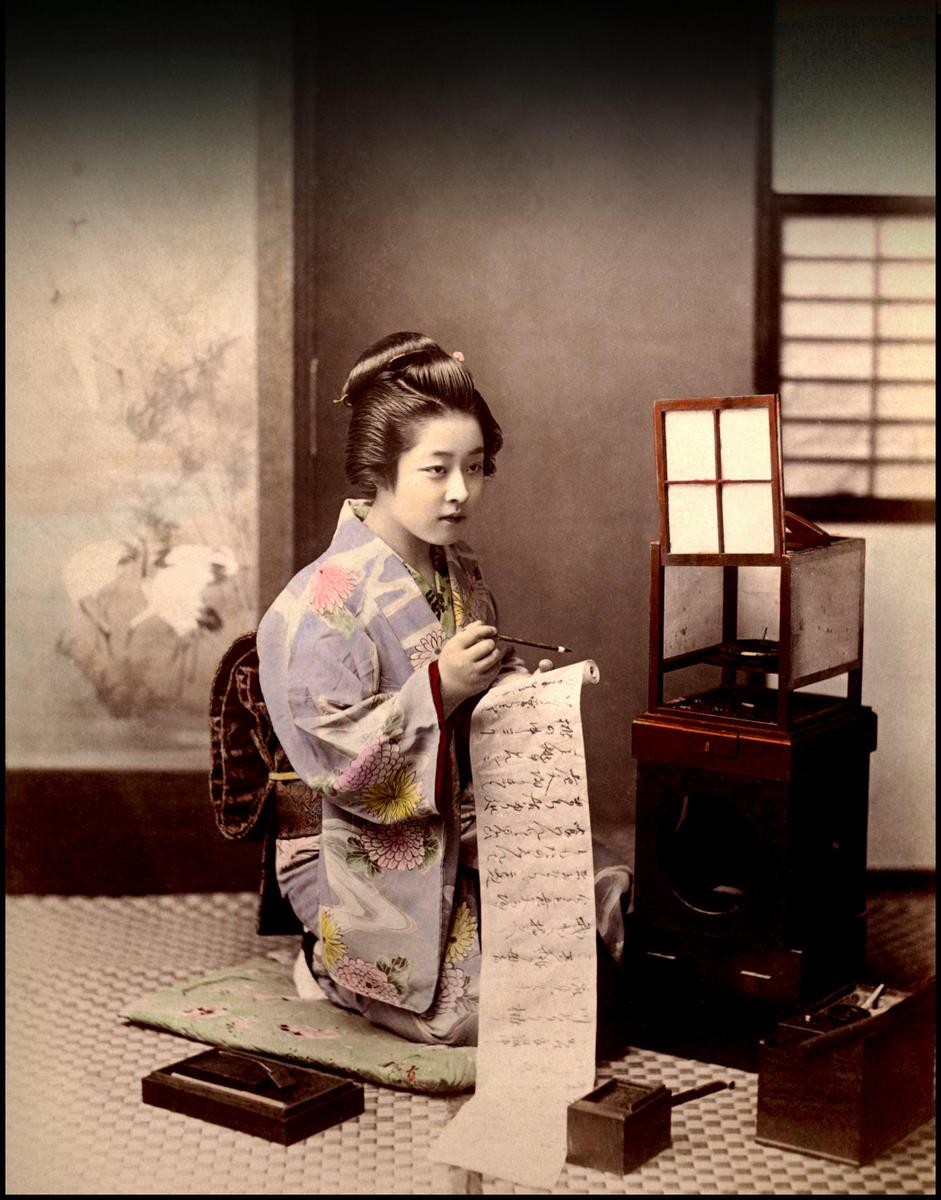
Escritora japonesa, fecha desconocida (antes de 1933).

Un escritor (también, escriptor) es una persona que usa palabras escritas en diferentes estilos y técnicas para comunicar ideas. Los escritores producen diferentes formas de arte literario y escritura creativa como novelas, cuentos, libros, poesía, obras de teatro, guiones, canciones y ensayos, así como otros informes y artículos de noticias que pueden ser de interés para el público. Los textos de los escritores se publican en una variedad de medios. Los escritores, que pueden usar el lenguaje para expresar bien sus ideas, a menudo contribuyen de manera significativa al contenido cultural de una sociedad.
El término «escritor» también se utiliza en otras áreas de las artes y la música, como compositor o guionista, pero como escritor independiente normalmente se refiere a la creación de un lenguaje escrito. Algunos escritores trabajan desde una tradición oral.
Los escritores pueden producir material de varios géneros, ficticios o no ficticios. Otros escritores utilizan múltiples medios, por ejemplo, gráficos o ilustraciones, para mejorar la comunicación de sus ideas. Otra demanda reciente ha sido creada por lectores civiles y gubernamentales para el trabajo de escritores técnicos de no ficción, cuyas habilidades crea documentos comprensibles e interpretativos de tipo práctico o científico. Algunos escritores pueden usar imágenes (dibujo, pintura, gráficos) o multimedia para mejorar su escritura. En raras ocasiones, los escritores creativos pueden comunicar sus ideas a través de la música y las palabras.
Además de producir sus propios trabajos escritos, los escritores a menudo escriben sobre cómo escriben (es decir, el proceso que utilizan); por qué escriben (es decir, su motivación); y también comentan sobre el trabajo de otros escritores (crítica). Los escritores trabajan de manera profesional o no profesional, es decir, por pago o sin pago, y se les puede pagar por adelantado (o en el momento de la aceptación), o solo después de que se publique su trabajo. El pago es solo una de las motivaciones de los escritores y a muchos no se les paga por su trabajo.
El término escritor se usa a menudo como sinónimo de autor, aunque este último término tiene un significado algo más amplio y se suele usar para transmitir la responsabilidad legal de un escrito, incluso si su composición es anónima, desconocida o colaborativa.

## Tipos
Los escritores eligen entre una variedad de géneros literarios para expresar sus ideas. La mayor parte de la escritura se puede adaptar para su uso en otro medio. Por ejemplo, el trabajo de un escritor puede leerse en privado o recitarse o representarse en una obra de teatro o una película. La sátira, por ejemplo, puede escribirse como un poema, un ensayo, una película, una obra de teatro cómica o una parte del periodismo. El autor de una carta puede incluir elementos de crítica, biografía o periodismo.
Muchos escritores trabajan con distintos géneros. El género marca los parámetros pero se han intentado todo tipo de adaptaciones creativas: de novela a película; de poema a obra de teatro; de historia a musical. Los escritores pueden comenzar su carrera en un género y cambiar a otro. Por ejemplo, el historiador William Dalrymple se inició en el género de la literatura de viajes y también escribe como periodista. Muchos escritores han producido obras tanto de ficción como de no ficción y otros escriben en un género que cruza los dos. Por ejemplo, los escritores de romances históricos, como Georgette Heyer, crean personajes e historias ambientadas en períodos históricos. En este género, la precisión de la historia y el nivel de detalle fáctico de la obra tienden a ser debatidos. Algunos escritores escriben tanto ficción creativa como análisis serios, a veces usando otros nombres para separar su trabajo. Dorothy Sayers, por ejemplo, escribió novelas policiales, pero también fue dramaturga, ensayista, traductora y crítica.

### Poetas

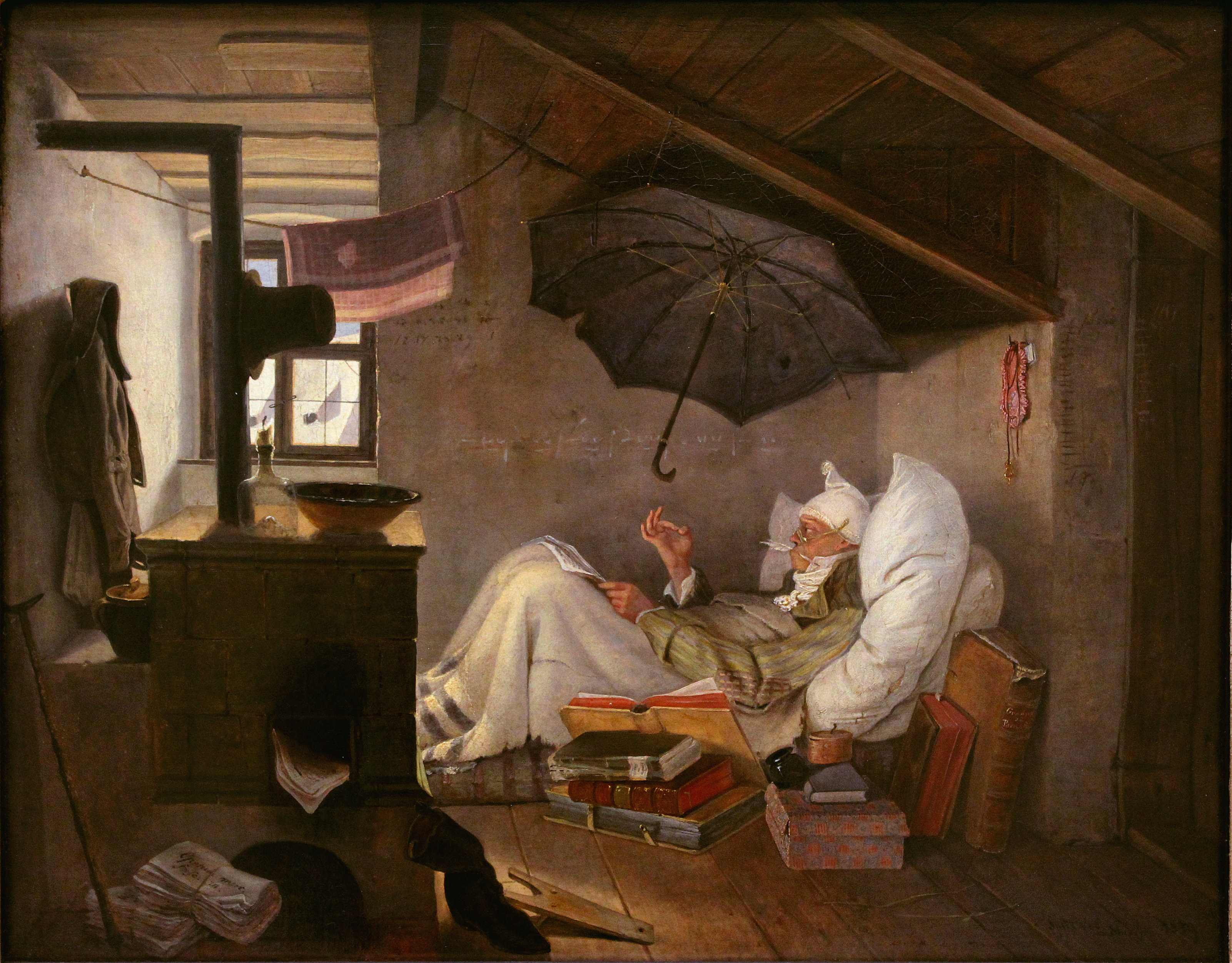
El poeta pobre, de Carl Spitzweg, 1839.

Los poetas aprovechan al máximo el lenguaje para lograr un efecto tanto emocional y sensorial como cognitivo. Para crear estos efectos, utilizan la rima y el ritmo y también aplican las propiedades de las palabras con una variedad de otras técnicas como la aliteración y la asonancia. Un tema común es el amor y sus vicisitudes. La historia de amor más conocida de Shakespeare, Romeo y Julieta, por ejemplo, escrita en una variedad de formas poéticas, se ha representado en innumerables teatros y se ha convertido en al menos ocho versiones cinematográficas. John Donne es otro poeta conocido por su poesía amorosa.

### Novelistas

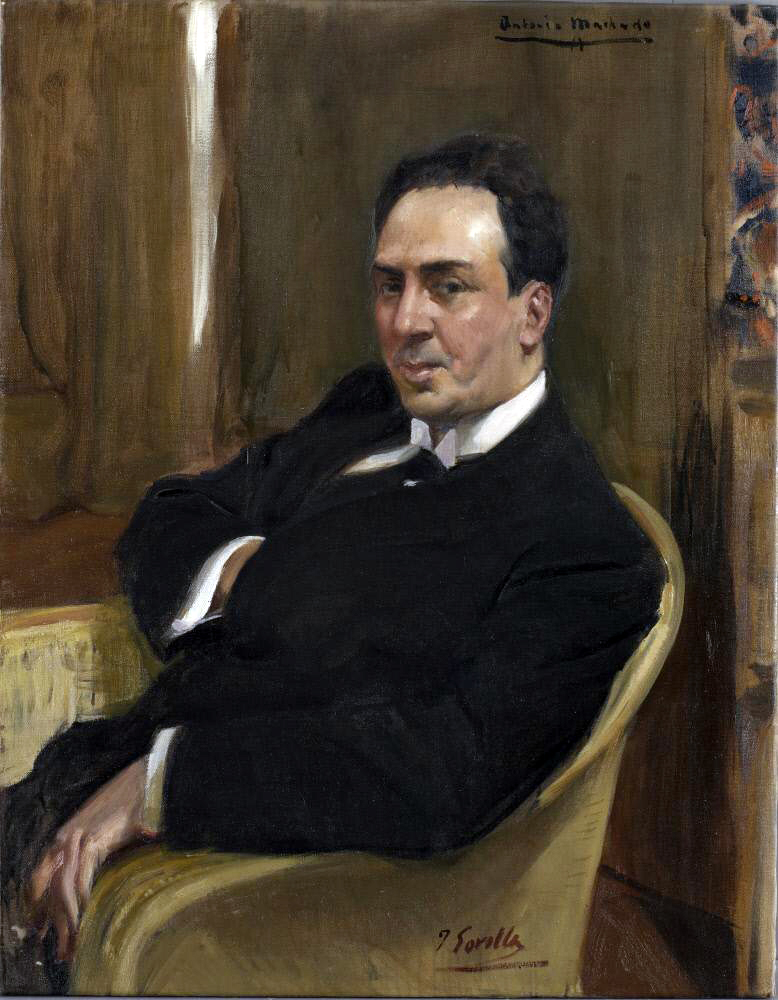
Antonio Machado retratado por Joaquín Sorolla, en 1918

Los novelistas escriben novelas, historias que exploran muchos temas, tanto de ficción como de no ficción. Crean personajes y tramas en una narrativa diseñada para ser creíble y entretenida.
Toda novela digna de ese nombre es como otro planeta, ya sea grande o pequeño, que tiene sus propias leyes así como tiene su propia flora y fauna. Así, la técnica de Faulkner es sin duda la mejor para pintar el mundo de Faulkner, y la pesadilla de Kafka ha producido sus propios mitos que lo hacen comunicable. Benjamin Constant, Stendhal, Eugène Fromentin, Jacques Rivière, Raymond Radiguet, todos utilizaron diferentes técnicas, se tomaron diferentes libertades y se fijaron diferentes tareas.

### Satíricos
Un escritor satírico usa el ingenio para ridiculizar las deficiencias de la sociedad o de los individuos, con la intención de revelar la estupidez. Por lo general, el tema de la sátira es un tema contemporáneo, como decisiones políticas o políticos ineficaces, aunque los vicios humanos como la codicia también son un tema común y prevalente. El filósofo Voltaire escribió una sátira sobre el optimismo titulada Cándido, que posteriormente se convirtió en una ópera, y muchos letristas reconocidos escribieron para ella. Hay elementos de absurdismo en Cándido, al igual que los hay en la obra del satírico contemporáneo Barry Humphries, quien escribe una sátira cómica para que su personaje, Dame Edna Everage, actúe en el escenario.
Los satíricos utilizan diferentes técnicas como la ironía, el sarcasmo y la hipérbole para exponer su punto y eligen entre una amplia gama de géneros: la sátira puede ser en forma de prosa o poesía o diálogo en una película, por ejemplo. Uno de los satíricos más conocidos es Jonathan Swift, quien escribió la obra de cuatro volúmenes Los viajes de Gulliver y muchas otras sátiras, incluidas Una modesta proposición y La batalla de los libros.

### Libretista

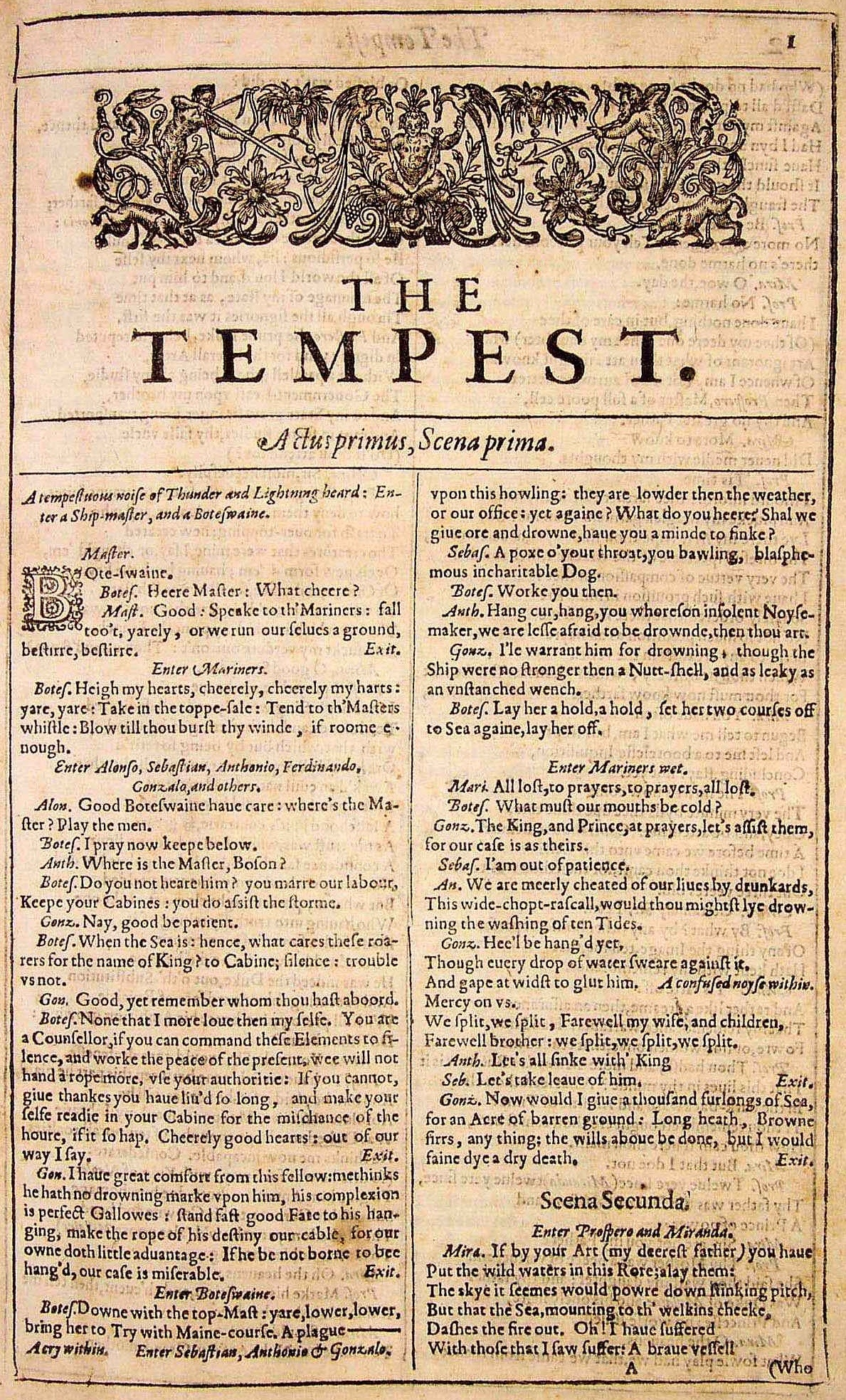
Shakespeare en 1623

Del italiano libretto, son los textos de obras musicales como las óperas. El poeta y libretista veneciano Lorenzo Da Ponte, por ejemplo, escribió el libreto de algunas de las mejores óperas de Mozart. Luigi Illica y Giuseppe Giacosa fueron libretistas italianos que escribieron para Giacomo Puccini. La mayoría de los compositores de ópera colaboran con un libretista pero, inusualmente, Richard Wagner escribió tanto la música como los libretos de sus obras.

### Letrista
Por lo general, escribiendo en versos y coros, un letrista se especializa en escribir letras, las palabras que acompañan o subrayan una canción u ópera. Los letristas también escriben la letra de las canciones. En el caso de Tom Lehrer, estos fueron satíricos. El letrista Noël Coward, que escribió musicales y canciones como Mad Dogs and Englishmen y la canción recitada I Went to a Marvelous Party, también escribió obras de teatro y películas y actuó en el escenario y la pantalla. Los escritores de letras, como estos dos, adaptan el trabajo de otros escritores y crean partes completamente originales.

### Dramaturgo
Un dramaturgo escribe obras que pueden o no ser representadas en un escenario por actores. La narrativa de una obra está impulsada por el diálogo. Al igual que los novelistas, los dramaturgos suelen explorar un tema mostrando cómo las personas responden a un conjunto de circunstancias. Como escritores, los dramaturgos deben hacer que el lenguaje y el diálogo tengan éxito en términos de los personajes que hablan las líneas, así como en la obra en su conjunto. Dado que la mayoría de las obras se representan, en lugar de leerse en privado, el dramaturgo debe producir un texto que funcione en forma hablada y que también pueda captar la atención de la audiencia durante el período de la representación.
Las obras cuentan una historia que debería interesar al público, por lo que los escritores tienen que eliminar cualquier cosa que funcione en contra de eso. Las obras pueden estar escritas en prosa o en verso. Shakespeare escribió obras en pentámetro yámbico al igual que Mike Bartlett en su obra King Charles III (2014).
Los dramaturgos también adaptan o reescriben otras obras, como obras escritas anteriormente o obras literarias originalmente de otro género. Dramaturgos famosos como Henrik Ibsen o Antón Chéjov han tenido sus obras adaptadas en varias ocasiones.
Todavía se representan las obras de los primeros dramaturgos griegos Sófocles, Eurípides y Esquilo. Las adaptaciones del trabajo de un dramaturgo pueden ser honestas con el original o interpretadas de manera creativa. Si el propósito de los escritores al reescribir la obra es hacer una película, tendrán que preparar un guion. Las obras de Shakespeare, por ejemplo, aunque todavía se representan regularmente en su forma original, a menudo se adaptan y abrevian, especialmente para el cine. Un ejemplo de una adaptación creativa moderna de una obra que, no obstante, utilizó las palabras del escritor original, es la versión de Baz Luhrmann de Romeo y Julieta.

### Guionista
Los guionistas escriben un guion que proporciona las palabras para producciones de medios como películas, series de televisión y videojuegos.
Los guionistas pueden comenzar sus carreras escribiendo el guion de manera especulativa; es decir, escriben un guion sin pago anticipado, solicitud o contrato. Por otro lado, pueden ser empleados o comisionados para adaptar la obra de un dramaturgo o novelista u otro escritor.
Los escritores autónomos a los que se les paga por contrato para escribir se conocen como autónomos y los guionistas a menudo trabajan bajo este tipo de arreglo.
Los guionistas, dramaturgos y otros escritores se inspiran en los temas clásicos y, a menudo, utilizan dispositivos de trama similares y familiares para explorarlos. Por ejemplo, en Hamlet de Shakespeare hay una «obra dentro de una obra», que el héroe usa para demostrar la culpa del rey. Hamlet consigue la cooperación de los actores para configurar la obra como una cosa «en la que atraparé la conciencia del rey». El guionista de teleplay Joe Menosky despliega el mismo recurso de «juego dentro de un juego» en un episodio de la serie de televisión de ciencia ficción Star Trek: Voyager.

### Redactor de discursos
Un redactor de discursos prepara el texto para un discurso que se pronunciará ante un grupo o multitud en una ocasión específica y con un propósito específico. A menudo tienen la intención de ser persuasivas o inspiradoras, como los discursos dados por hábiles oradores como Cicerón; líderes políticos carismáticos o influyentes como Nelson Mandela; o para su uso en un tribunal de justicia o parlamento. El autor del discurso puede ser la persona destinada a pronunciarlo, o puede ser preparado por una persona contratada para la tarea en nombre de otra persona. Tal es el caso cuando los redactores de discursos son empleados por muchos funcionarios electos y ejecutivos de alto nivel tanto en el sector público como en el privado.

### Biógrafo
Los biógrafos escriben un relato de la vida de otra persona. Richard Ellmann (1918-1987), por ejemplo, fue un biógrafo eminente y galardonado cuyo trabajo se centró en los escritores irlandeses James Joyce, William Butler Yeats y Oscar Wilde. Por la biografía de Wilde, ganó el premio Pulitzer de biografía de 1989. La escritora Pilar Eyre escribió Yo, el rey (2020), una biografía de Juan Carlos I de España.

### Críticos
Los críticos consideran y evalúan hasta qué punto una obra logra su propósito. La obra considerada puede ser literaria, teatral, musical, artística o arquitectónica. Al evaluar el éxito de una obra, el crítico tiene en cuenta por qué se hizo, por qué se escribió, para quién, con qué estilo y en qué circunstancias. Después de hacer tal evaluación, los críticos escriben y publican su evaluación, agregando el valor de su erudición y pensamiento para fundamentar cualquier opinión.
La teoría de la crítica es un área de estudio en sí misma: un buen crítico comprende y es capaz de incorporar la teoría detrás del trabajo que está evaluando en su valoración. Algunos críticos ya son escritores de otro género, como novelistas o ensayistas. Entre los críticos influyentes y respetados se encuentran el crítico de arte Charles Baudelaire (1821-1867) y el crítico literario James Wood (nacido en 1965), quienes han publicado libros que contienen colecciones de sus críticas.

### Editor

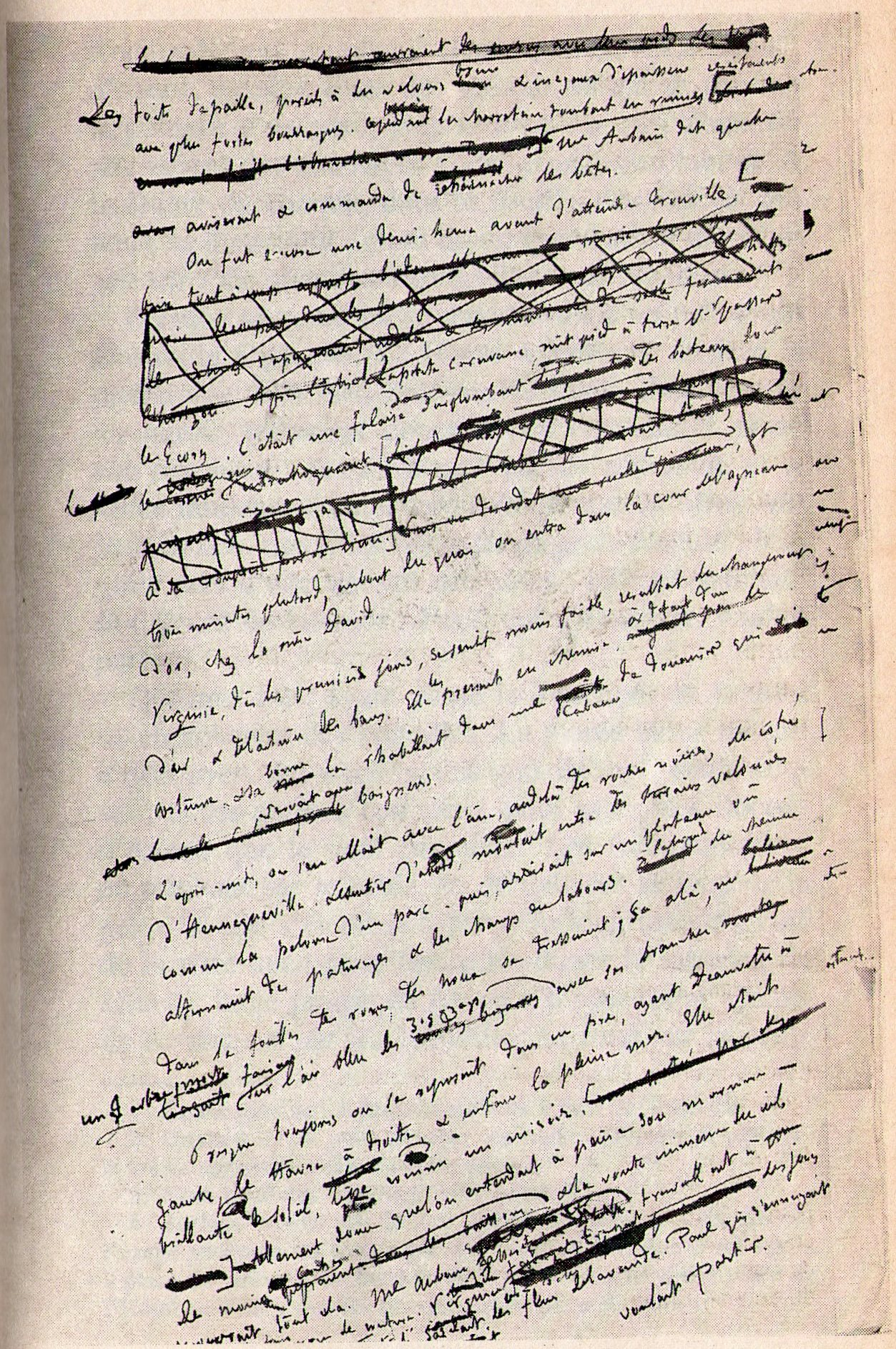
Manuscrito de una página de Un corazón sencillo, publicado por Gustave Flaubert en 1877.

Un editor prepara material literario para su publicación. El material puede ser el propio trabajo original del editor, pero más comúnmente, un editor trabaja con el material de una o más personas. Un editor puede sugerir o realizar cambios significativos en un texto para mejorar su legibilidad, sentido o estructura.
El trabajo de los editores de textos o manuscritos antiguos o colecciones de obras da lugar a diferentes ediciones. Por ejemplo, hay muchas ediciones de las obras de Shakespeare de editores notables que también contribuyen con introducciones originales a la publicación resultante.
Los editores que trabajan en revistas y periódicos tienen distintos niveles de responsabilidad por el texto: pueden escribir material original, en particular, editoriales; seleccione lo que se va a incluir de una variedad de artículos en oferta; formatear el material; o comprobar su exactitud.

### Enciclopedista
Los enciclopedistas son un grupo de amantes del saber, filósofos (científicos, médicos, juristas, lingüistas, teólogos, artistas) franceses (en su mayor parte) que colaboraron en el siglo XVIII en la producción de la Encyclopédie ou Dictionnaire raisonné des sciences, des arts et des métiers bajo la dirección de Denis Diderot. También puede utilizarse como término general para nombrar a personas que ayudan a escribir una enciclopedia. En esta última acepción se podría englobar a los editores de Wikipedia.

### Ensayista
Los ensayistas escriben ensayos, que son escritos originales de extensión moderada en los que el autor presenta un caso en apoyo de una opinión. Suelen estar en prosa, pero algunos escritores han utilizado la poesía para presentar su argumento.

### Historiador
Un historiador es una persona que estudia y escribe sobre el pasado y se le considera una autoridad en él. El propósito de un historiador es emplear el análisis histórico para crear narrativas coherentes que expliquen qué sucedió y por qué o cómo sucedió. Los historiadores profesionales suelen trabajar en colegios y universidades, centros de archivo, agencias gubernamentales, museos y como escritores y consultores independientes.
Una muestra de la importancia de los historiadores, es la Historia de la decadencia y caída del Imperio romano en seis volúmenes de Edward Gibbon influyó en el desarrollo de la historiografía.

### Lexicógrafo
Los escritores que crean diccionarios se denominan lexicógrafos. Uno de los más famosos es Samuel Johnson (1709-1784), cuyo Diccionario de la lengua inglesa fue considerado no solo como un gran logro académico personal, sino también como un diccionario de tal preeminencia, al que se habrían referido tales escritores.

### Investigador y académicos

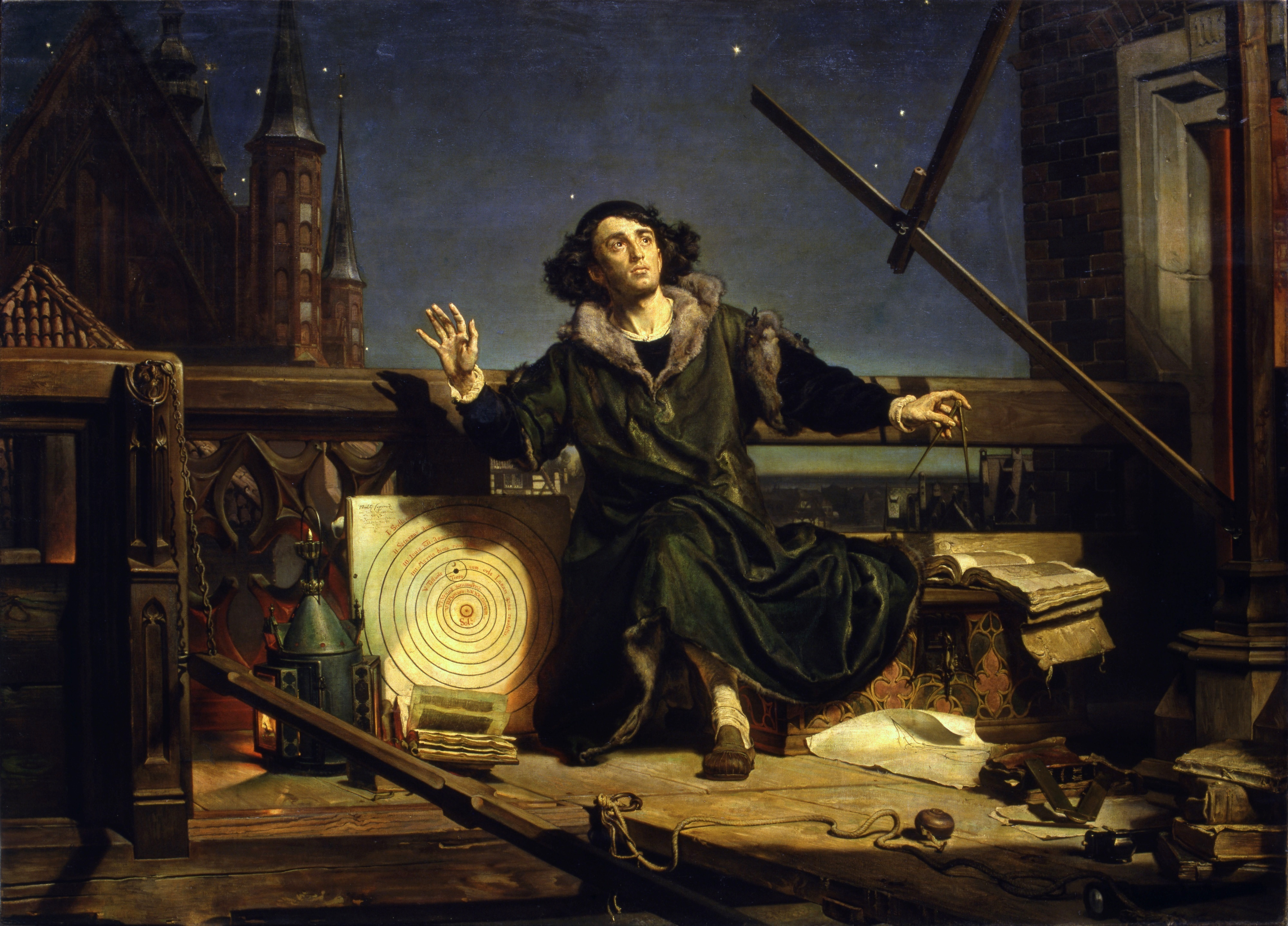
Astrónomo Copérnico, de Jan Matejko (1873).

Los investigadores y académicos que escriben sobre sus descubrimientos e ideas a veces tienen efectos profundos en la sociedad. Los científicos y los filósofos son buenos ejemplos porque sus nuevas ideas pueden revolucionar la forma en que las personas piensan y se comportan. Tres de los ejemplos más conocidos de tal efecto revolucionario son Nicolaus Copernicus, que escribió De revolutionibus orbium coelestium (1543); Charles Darwin, que escribió Sobre el origen de las especies (1859); y Sigmund Freud, quien escribió La interpretación de los sueños (1899).[cita requerida]
Estas tres obras muy influyentes e inicialmente muy controvertidas cambiaron la forma en que las personas entendían su lugar en el mundo. La visión heliocéntrica de Copérnico del cosmos desplazó a los humanos de su lugar previamente aceptado en el centro del universo; La teoría evolutiva de Darwin colocó a los humanos firmemente dentro, en oposición a arriba, en el orden de la manera; y las ideas de Freud sobre el poder de la mente inconsciente superaron la creencia de que los humanos controlaban conscientemente todas sus propias acciones.[cita requerida]

### Traductor
Los traductores tienen la tarea de encontrar alguna equivalencia en otro idioma con el significado, la intención y el estilo de un escritor. Algunos traductores cuyo trabajo ha tenido un efecto cultural muy significativo son Al-Ḥajjāj ibn Yūsuf ibn Maṭar, quien tradujo Elementos del griego al árabe y Jean-François Champollion, quien descifró los jeroglíficos egipcios con el resultado de que pudo publicar la primera traducción de los jeroglíficos de la Piedra de Rosetta, en 1822. Las dificultades con la traducción se agravan cuando las palabras o frases incorporan rimas, ritmos o juegos de palabras; o cuando tienen connotaciones en un idioma que no existen en otro. Por ejemplo, el título de El Grand Meaulnes de Alain-Fournier es supuestamente intraducible porque ningún adjetivo en inglés transmitirá todos los matices de significado que se pueden leer en la simple palabra «grand», que adquiere matices a medida que avanza la historia.
Los traductores también se han convertido en parte de eventos donde figuras políticas que hablan diferentes idiomas se reúnen para investigar las relaciones entre países o resolver conflictos políticos. Es muy importante que el traductor entregue la información correcta, ya que podría producirse un impacto drástico si se produjera algún error.

### Bloguero

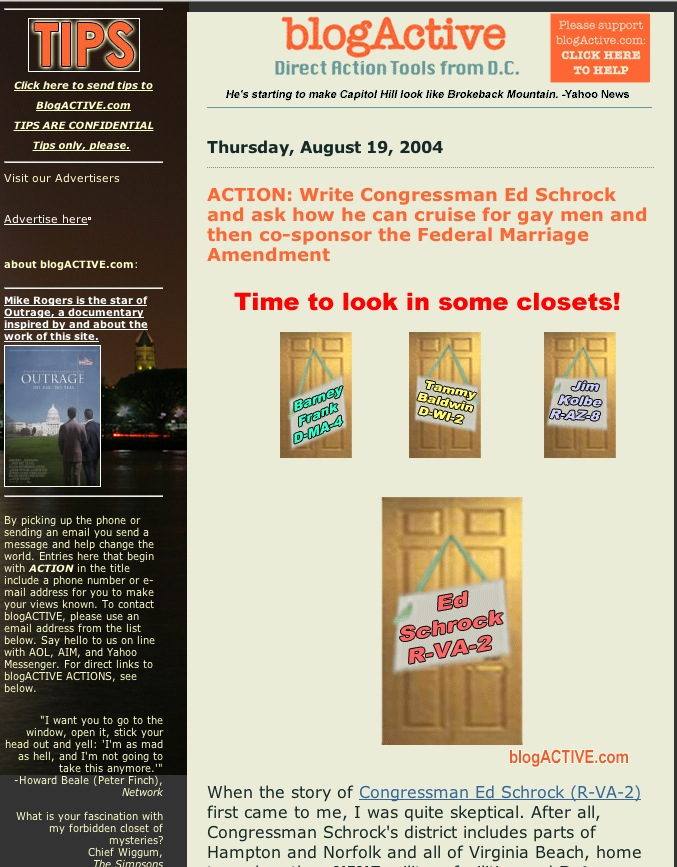
Captura de pantalla de un blog

Los escritores de blogs (blogueros), que han aparecido en la World Wide Web desde la década de 1990, no necesitan autorización para ser publicados. Los contenidos de estos breves artículos de opinión o posts forman un comentario sobre temas de especial interés para los lectores que pueden utilizar la misma tecnología para interactuar con el autor, con una inmediatez anteriormente imposible. La capacidad de vincular a otros sitios significa que algunos escritores de blogs, y su obra, pueden volverse repentina e impredeciblemente populares. Malala Yousafzai, una joven activista paquistaní por la educación de las mujeres, saltó a la fama gracias a su blog para la BBC.
Un escritor de blog utiliza la tecnología para crear un mensaje que, de alguna manera, es como un boletín de noticias y, de otra forma, como una carta personal. Según dice Rettberg, «[l]a mayor diferencia entre un blog y un boletín escolar fotocopiado, o una carta familiar anual fotocopiada y enviada por correo a un centenar de amigos, es la audiencia potencial y el mayor potencial de comunicación directa entre los miembros de la audiencia». Por lo tanto, al igual que con otras formas de letras, el escritor conoce a algunos de los lectores, pero una de las principales diferencias es que «parte del público será aleatorio» y «eso presumiblemente cambia la forma en que [los escritores] escribimos». Bakewell ha argumentado que los blogs tienen una deuda con el ensayista renacentista Michel de Montaigne, cuyos Essais («Intentos»), fueron publicados en 1580, porque Montaigne «escribía como si estuviera charlando con sus lectores: solo dos amigos, pasando una tarde en conversación».

### Columnista

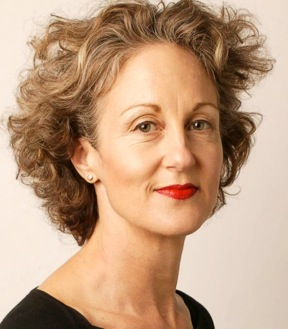
Elizabeth Farrelly

Los columnistas escriben partes regulares para periódicos y otras publicaciones periódicas, que generalmente contienen una expresión de opinión animada y entretenida. Algunos columnistas han publicado colecciones de sus mejores trabajos como una colección en un libro para que los lectores puedan volver a leer lo que de otro modo ya no estaría disponible. Las columnas son piezas de escritura bastante cortas, por lo que los columnistas a menudo también escriben en otros géneros. Un ejemplo es la columnista Elizabeth Farrelly, quien además de columnista, es también crítica de arquitectura y autora de libros.
Los columnistas se inspiran en su experiencia y conocimientos de un ámbito concreto para analizarlo y desarrollar un comentario subjetivo respecto al mismo. Generalmente, los columnistas se especializan en una materia determinada expresando así su opinión sobre asuntos políticos, internacionales, deportivos, culturales o sociales en función de sus conocimientos.
Para desarrollar su actividad, el columnista recaba información de muy diversas formas, bien sea realizando entrevistas, estableciendo contactos con fuentes acreditadas o desplazándose en persona a los lugares donde se desarrollan los acontecimientos de su interés, tales como convenciones, eventos deportivos, foros, comparecencias parlamentarias o actos sociales. Una vez obtiene la información que requiere, la analiza y escoge lo más relevante como objeto de su columna, desarrollando su argumentación y vertiendo sus opiniones de acuerdo con los hechos presenciados o los datos obtenidos.

### Diarista

Firma de Ana Frank

Los escritores que registran sus experiencias, pensamientos o emociones en forma secuencial durante un período de tiempo en un diario se conocen como diaristas. También lo es la persona que compone, publica o dirige un periódico o diario.
Sus escritos pueden proporcionar información valiosa sobre períodos históricos, eventos específicos o personalidades individuales. Los ejemplos incluyen a Samuel Pepys (1633-1703), un administrador inglés y miembro del Parlamento, cuyo diario privado detallado proporciona relatos de testigos presenciales de los eventos durante el siglo XVII, sobre todo del Gran Incendio de Londres. Ana Frank (1929-1945) era una niña holandesa de 13 años cuyo diario de 1942 a 1944 registra tanto sus experiencias como judía perseguida en la Segunda Guerra Mundial como una adolescente lidiando con relaciones intrafamiliares.

### Periodista

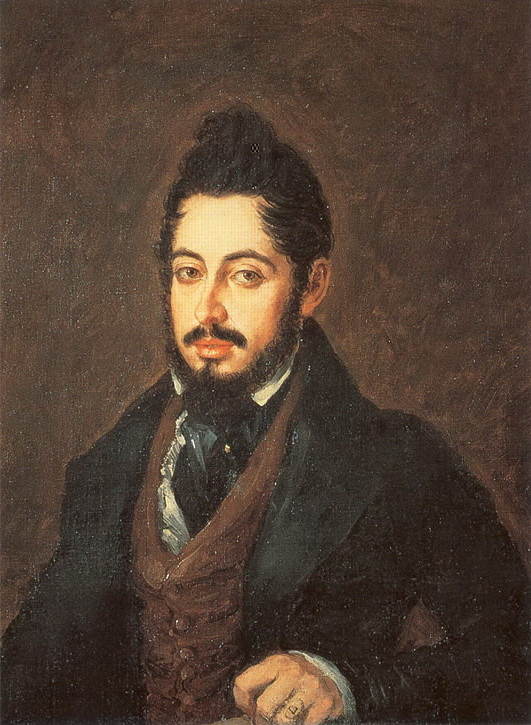
Mariano José de Larra en 1835, pintado por José Gutiérrez de la Vega.

Los periodistas escriben informes sobre eventos actuales después de investigarlos y recopilar información. Algunos periodistas escriben informes sobre eventos predecibles o programados, como reuniones sociales o políticas. Otros son periodistas de investigación que necesitan realizar una investigación y un análisis considerables para poder escribir una explicación o relato de algo complejo que hasta ahora era desconocido o no comprendido. A menudo, los periodistas de investigación informan sobre actividades delictivas o corruptas que los ponen en riesgo personalmente y significa que es probable que se intenten atacar o reprimir lo que escriben. Un ejemplo es Bob Woodward, un periodista que investigó y escribió sobre las actividades delictivas del presidente de los Estados Unidos.

### Memorista
Los memoristas o escritores de memorias, producen relatos de los recuerdos de sus propias vidas, que se consideran inusuales, importantes o lo suficientemente escandalosos como para ser de interés para los lectores en general. Aunque pretende ser fáctico, los lectores son alertados sobre la probabilidad de algunas inexactitudes o sesgos hacia una percepción idiosincrásica por la elección del género. Una memoria, por ejemplo, puede tener un conjunto de experiencias mucho más selectivo que una autobiografía que se espera que sea más completa y haga un mayor intento de equilibrio. Entre los autores de memorias más conocidos se encuentran Frances Anne Vane, Viscountess Vane y Giacomo Casanova.

### Negro literario
Un negro literario o escritor fantasma es un escritor que escribe para, o al estilo de, otra persona, por lo que el crédito es para la persona en cuyo nombre se hace la escritura.

### Escritor de cartas

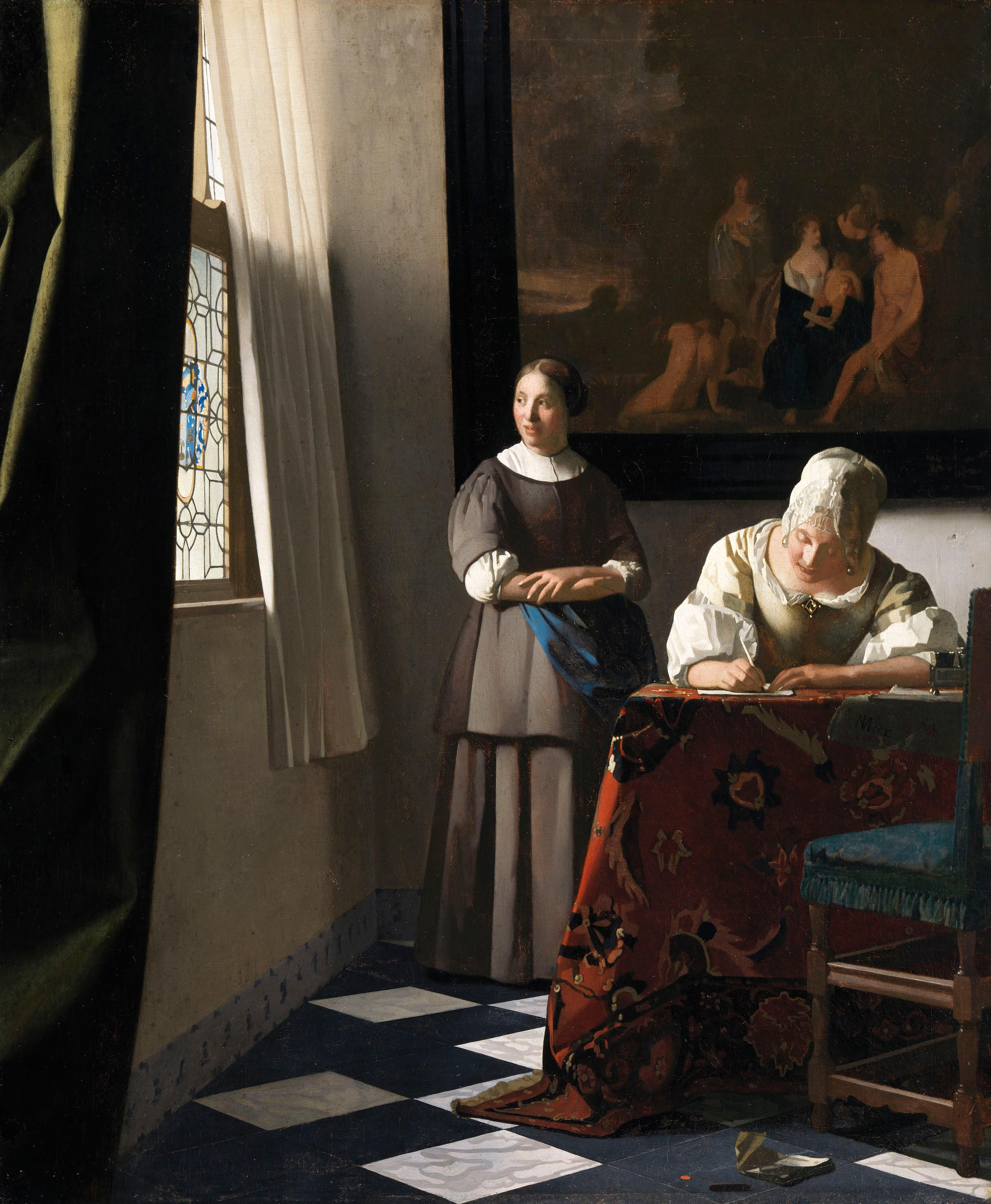
Una dama escribe una carta con su doncella, óleo sobre tela de Johannes Vermeer (1670-1671).

Los escritores de cartas utilizan una forma confiable de transmisión de mensajes entre individuos, y los conjuntos de cartas sobrevivientes brindan información sobre las motivaciones, los contextos culturales y los eventos en la vida de sus escritores. Pedro Abelardo (1079-1142), filósofo, lógico y teólogo, es conocido no solo por la herejía contenida en algunas de sus obras, y el castigo de tener que quemar su propio libro, sino también por las cartas que le escribió a Héloïse d'Argenteuil (1090? –1164).
Las cartas (o epístolas) del apóstol Pablo fueron tan influyentes que durante los dos mil años de historia cristiana, Pablo se convirtió en "el segundo después de Jesús en influencia y en la cantidad de discusión e interpretación generada".[cita requerida]
Hay muchos escritores que dejaron un legado en forma de cartas manuscritas antes de fallecer, como Ernest Hemingway, Sylvia Plath, César Vallejo, Federico García Lorca o William Faulkner.

### Redactor de informes
Los redactores de informes son personas que recopilan información, la organizan y documentan para que pueda ser presentada a alguna persona o autoridad que esté en condiciones de utilizarla como base de una decisión.
Los informes bien redactados influyen tanto en las políticas como en las decisiones. Por ejemplo, Florence Nightingale (1820-1910) redactó informes que tenían por objeto efectuar reformas administrativas en asuntos relacionados con la salud en el ejército. Ella documentó su experiencia en la Guerra de Crimea y mostró su determinación de ver mejoras.
Los registros e informes del maestro marinero William Bligh contribuyeron a que fuera absuelto honorablemente en la corte marcial que investigaba la pérdida del HMS Bounty.

### Escriba

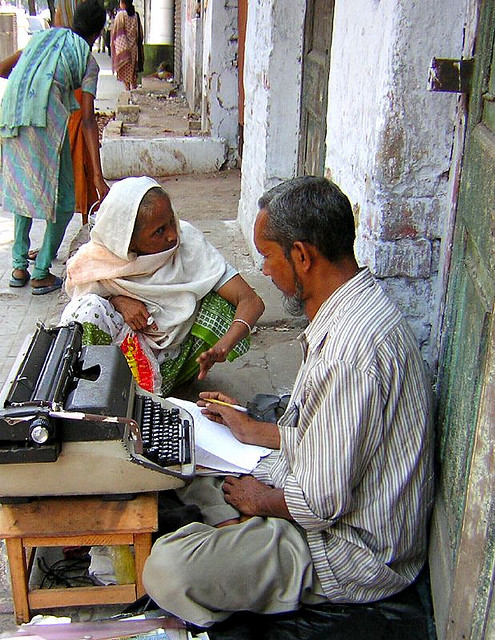
Un escriba recibe instrucciones de escritura de un cliente en la India.

Un escriba es una persona que tiene por oficio copiar escritos, pasarlos a limpio o escribirlos cuando se los dictan. Las ideas o la información que está a nombre de otra persona, a veces la copia de otro documento, a veces de instrucción oral en nombre de una persona analfabeta, a veces transcribe de otro medio, como una grabación, taquigrafía o notas personales.[cita requerida]
Los escribas tuvieron su momento álgido durante más de 500 años en Europa Occidental, por lo que los monjes que copiaban textos eran escribas responsables de guardar muchos textos de los primeros tiempos. Los monasterios, donde vivían monjes que sabían leer y escribir, proporcionaban un ambiente lo suficientemente estable para escribir. Los monjes irlandeses, por ejemplo, llegaron a Europa en aproximadamente el año 600 y "encontraron manuscritos en lugares como Tours y Toulouse" que copiaron. Los escritores monásticos también ilustraron sus libros con obras de arte altamente calificadas utilizando oro y colores raros.[cita requerida]

### Escritor técnico
Un escritor técnico es un experto en producir documentación técnica. Son los encargados de organizar hechos importantes y explicar problemas complejos de una manera muy eficiente y fácil de entender para el receptor. Prepara instrucciones o manuales, como guías de usuario o manuales del propietario, para que los sigan los usuarios del equipo. Los redactores técnicos también redactan diferentes procedimientos para uso comercial, profesional o doméstico. Dado que el propósito de la escritura técnica es más práctico que creativo, su cualidad más importante es la claridad. El escritor técnico, a diferencia del escritor creativo, debe adherirse a la guía de estilo relevante.

## Proceso y métodos

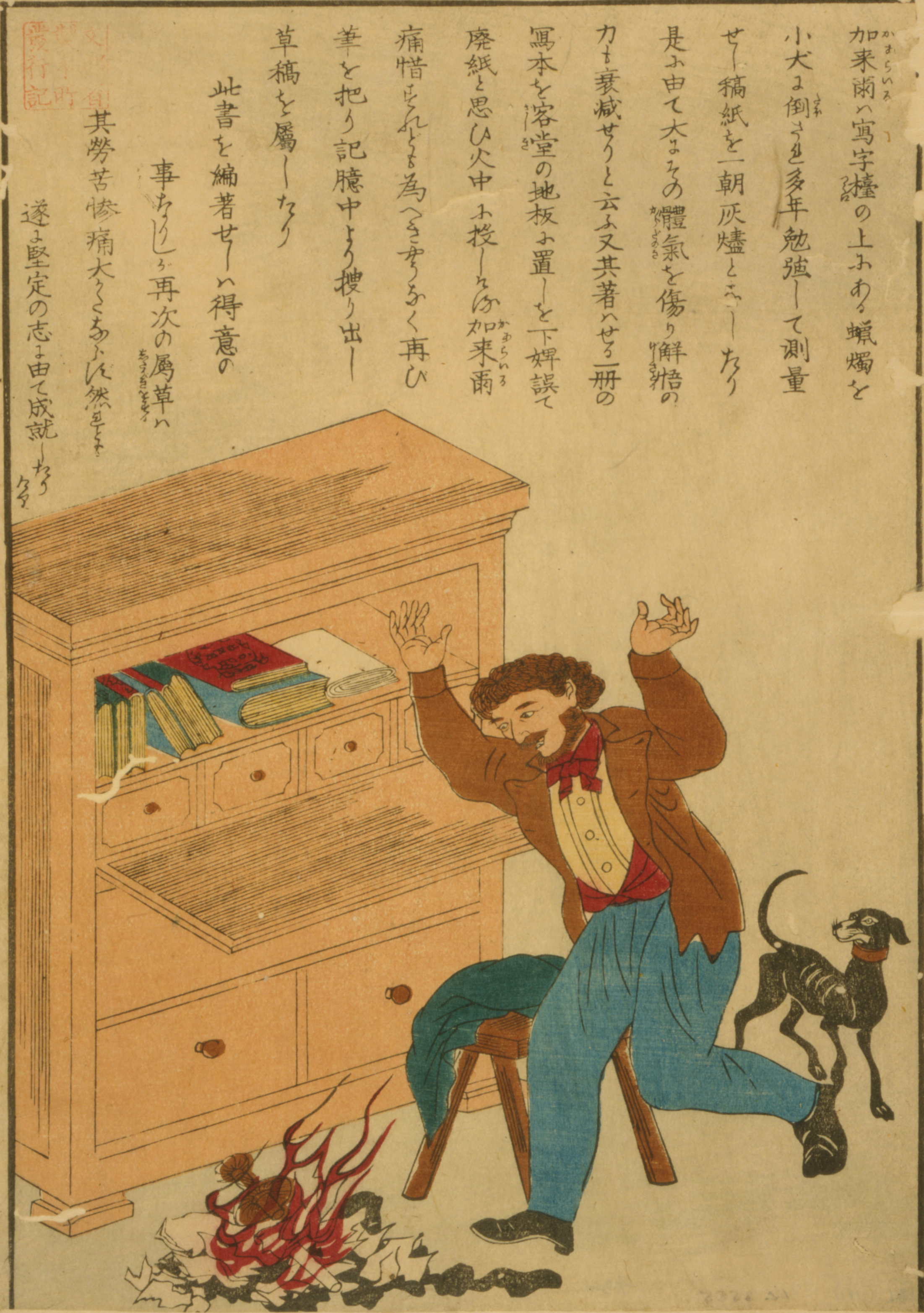
Impresión japonesa que representa el horror de Thomas Carlyle ante la quema de su manuscrito

Existe una variedad de enfoques que los escritores adoptan para la tarea de escribir. Cada escritor necesita encontrar su propio proceso y la mayoría lo describe como más o menos una lucha. A veces los escritores han tenido la mala suerte de perder su trabajo y han tenido que empezar de nuevo. Antes de la invención de las fotocopiadoras y el almacenamiento de texto electrónico, el trabajo de un escritor tenía que almacenarse en papel, lo que significaba que era muy susceptible al fuego en particular. (En épocas muy antiguas, los escritores usaban vitela y arcilla, que eran materiales más resistentes).
Entre los escritores cuyo trabajo fue destruido antes de su finalización se incluyen L. L. Zamenhof, el inventor del esperanto, cuyos años de trabajo fueron arrojados al fuego por su padre porque tenía miedo de que su hijo fuese considerado espía en el trabajo. El ensayista e historiador Thomas Carlyle, perdió la única copia de un manuscrito de La Revolución Francesa: Una historia cuando una criada lo arrojó por error al fuego. Lo volvió a escribir desde el principio. Los escritores suelen desarrollar un horario personal. Angus Wilson, por ejemplo, escribía durante varias horas todas las mañanas.
El bloqueo del escritor es una experiencia relativamente común entre los escritores, especialmente los escritores profesionales, cuando durante un período de tiempo el escritor se siente incapaz de escribir por razones distintas a la falta de habilidad o compromiso.

## La soledad del escritor
La mayoría de los escritores escriben solos; por lo general, están involucrados en una actividad solitaria que les obliga a luchar tanto con los conceptos que están tratando de expresar como con la mejor manera de expresarlos. Esto puede significar elegir el mejor género o géneros, así como elegir las mejores palabras. Los escritores a menudo desarrollan soluciones idiosincrásicas al problema de encontrar las palabras adecuadas para poner en una página o pantalla en blanco.

## Motivaciones
Los escritores tienen muchas razones diferentes para escribir, entre las que generalmente se encuentra alguna combinación de autoexpresión y registro de hechos, historia o resultados de investigación. Los numerosos médicos escritores, por ejemplo, han combinado su observación y conocimiento de la condición humana con su deseo de escribir y han contribuido con numerosos poemas, obras de teatro, traducciones, ensayos y otros textos. Algunos escritores escriben extensamente sobre su motivación y sobre las probables motivaciones de otros escritores. Por ejemplo, el ensayo de George Orwell Por qué escribo (1946) toma esto como tema. En cuanto a «lo que constituye el éxito o el fracaso de un escritor», se ha descrito como «un asunto complicado, en el que el material choca con lo espiritual y la psicología juega un papel importante».

## Escritura controvertida

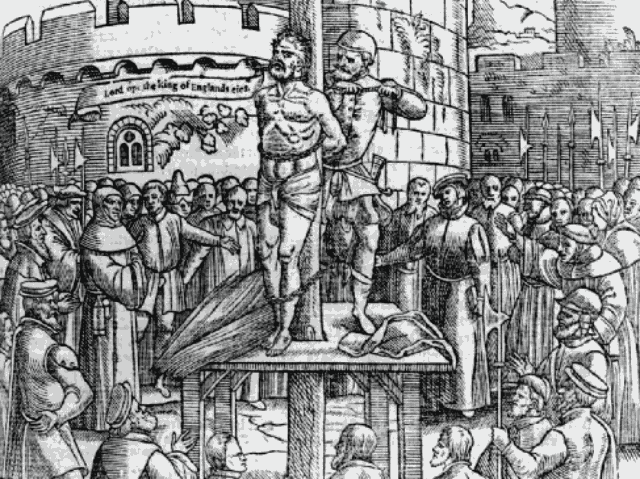
Un grabado que representa la muerte de William Tyndale, en 1536.

Los escritores influyen en las ideas y la sociedad, por lo que hay muchos casos en los que el trabajo o la opinión de un escritor no han sido bien recibidos y han sido controvertidos. En algunos casos, han sido perseguidos o castigados. Conscientes de que su escritura provocará controversias o pondrá en peligro a ellos mismos ya otros, algunos escritores se autocensuran; o retener su trabajo de publicación; u ocultar sus manuscritos; o utilizar alguna otra técnica para preservar y proteger su trabajo. Dos de los ejemplos más famosos son Leonardo da Vinci y Charles Darwin. Leonardo «tenía la costumbre de conversar consigo mismo en sus escritos y de plasmar sus pensamientos en la forma más clara y sencilla». Usó "escritura con la mano izquierda o en espejo" (una técnica descrita como "tan característica de él") para proteger su investigación científica de otros lectores. El miedo a la persecución, la desgracia social y que se demuestre que no es correcto se consideran factores que contribuyeron al retraso de Darwin en la publicación de su obra radical e influyente Sobre el origen de las especies.
Uno de los resultados de las controversias provocadas por el trabajo de un escritor es el escándalo, que es una reacción pública negativa que daña la reputación y depende de la indignación pública. Se ha dicho que es posible escandalizar al público porque el público "quiere ser escandalizado para confirmar su propio sentido de la virtud". Los ejemplos los tenemos en Lolita, de Vladimir Nabokov (1955); La naranja mecánica, de Anthony Burgess (1962); Trópico de cáncer, de Henry Miller (1934); El guardián entre el centeno, de J. D. Salinger (1951); Los caballeros las prefieren rubias, de Anita Loos (1925); Los hermanos Karamazov, de Fiódor Dostoyevski (1880) o La verídica historia de A Q, de Lu Xun (1921-1922)
El escándalo puede deberse a lo que escribió el escritor o al estilo en el que lo escribió. En cualquier caso, es probable que el contenido o el estilo hayan roto con la tradición o las expectativas. Hacer tal cambio puede, de hecho, ser parte de la intención del escritor o al menos, parte del resultado de introducir innovaciones en el género en el que está trabajando. Por ejemplo, el novelista D. H. Lawrence desafió las ideas de lo que era aceptable y lo que se esperaba en la forma. Estos pueden ser considerados escándalos literarios, al igual que, de otra manera, los escándalos que involucran a escritores que engañan al público sobre su identidad, como Norma Khouri o Helen Darville quienes, al engañar al público, se considera que han cometido fraude.
Los escritores también pueden causar el tipo de escándalo más habitual, en el que el público se indigna por las opiniones, el comportamiento o la vida del individuo (una experiencia que no se limita a los escritores). El poeta Paul Verlaine indignó a la sociedad con su comportamiento y trato a su esposa e hijo, así como a su amante. Entre los muchos escritores cuya escritura o vida se vio afectada por los escándalos se encuentran Oscar Wilde, Lord Byron, Jean-Paul Sartre, Albert Camus y H. G. Wells. Uno de los escritores más escandalosos fue el marqués de Sade, que ofendió al público tanto con sus escritos como con su comportamiento.

## Protección y representación
La organización Reporteros sin Fronteras (también conocida por su nombre en francés, Reporters Sans Frontières) se creó para ayudar a proteger a los escritores y defenderlos en su nombre.
Los intereses profesionales e industriales de los escritores están representados por varios gremios o sindicatos nacionales o regionales. Los ejemplos incluyen gremios de escritores en Australia y Gran Bretaña y sindicatos en Arabia, Armenia, Azerbaiyán, Canadá, Estonia, Hungría, Irlanda, Moldavia, Filipinas, Polonia, Quebec, Rumania, Rusia, Sudán y Ucrania. En los Estados Unidos, hay un gremio de escritores y una Unión Nacional de Escritores.
En España la protección de la propiedad intelectual viene recogida en la Ley de Propiedad Intelectual.

## Premios
Hay muchos premios para escritores cuya escritura ha sido considerada excelente. Entre ellos se encuentran los numerosos premios literarios otorgados por países individuales, como el Prix Goncourt y el Premio Pulitzer, así como premios internacionales como el Premio Nobel de Literatura.